# Antonio Rivas Mercado
Antonio Rivas Mercado (Tepic, 26 de febrero de 1853 - Ciudad de México, 3 de enero de 1927) fue un arquitecto, ingeniero y restaurador mexicano. Su obra más notable y conocida es la columna de la independencia, en la Ciudad de México. Fue padre de Antonieta Rivas Mercado.

## Biografía
Nació en la ciudad de Tepic, Territorio de Tepic, actualmente Estado de Nayarit, el 26 de febrero de 1853. Sus padres fueron Luis Rivas Góngora y Leonor Mercado. Estudió en la Ciudad de México hasta la edad de 11 años cuando fue enviado a Inglaterra al colegio jesuita de Stonyhurst College, donde hizo sus estudios primarios. Después fue enviado a Francia, donde cursó los estudios secundarios en el Liceo de Burdeos, y más tarde de arquitectura en la Escuela de Bellas Artes (École des Beaux-Arts) de París e ingeniería en La Sorbonne de París. Se graduó en 1878. Recorrió Italia en bicicleta, pintando acuarelas para sobrevivir; más tarde visitó España, donde conoció la arquitectura mozárabe, que le fascinó.
Regresó a la Ciudad de México en 1879 y comenzó a ejercer su carrera; asimismo, impartió clases en las escuelas de Ingeniería y Arquitectura. Instituyó nuevos métodos de enseñanza y separó las dos carreras, que antes conformaban una sola. Llegó a ser director de la Academia de San Carlos de Bellas Artes en el periodo de 1903 a 1912 y consiguió la beca para que Diego Rivera estudiara pintura en Europa. Fue diputado federal de 1884 a 1910.
Entre las obras más notables de su autoría están la casa en la calle de Londres, número 6, actual Museo de Cera de la Ciudad de México; su casa, en la calle de los Héroes, número 45, Colonia Guerrero; la restauración de la fachada del antiguo Ayuntamiento de la ciudad; el edificio de la terminal de la Aduana de Ferrocarriles en Tlatelolco, la casa del presidente Manuel González en Peralvillo, el Palacio Municipal de Tlalpan, la casa de su hermana Juana Rivas de Torres, en Avenida Juárez número 18, y su tumba en el Panteón Francés de la Piedad; la casa en Antonio Caso y Serapio Rendón y la decoración de algunos de los salones del Palacio Nacional.
Nombrado por Porfirio Díaz, hizo algunas modificaciones al proyecto para la construcción de la columna conmemorativa del centenario de la Independencia de México, que es una victoria alada conocida popularmente como el «Ángel de la Independencia». El diseño original del monumento estuvo al cargo de los arquitectos estadounidenses Cluss y Shultz. La ingeniería fue obra de Guillermo Beltrán y Puga, Gonzalo Garita, Luis Zavaterelli y Manuel Gorozpe. Las esculturas son obra de Enrique Alciati. La columna fue terminada para los festejos del centenario, el 16 de septiembre de 1910.
En el resto de la República quizás su proyecto más notable fue la terminación del Teatro Juárez ubicado en Guanajuato, construido entre 1892 y 1903 donde estuviera el convento de San Diego; el edificio se considera uno de los recintos teatrales más bellos de esa época en el país. Su construcción fue encomendada por el entonces gobernador del estado de Guanajuato, general Manuel González Flores, expresidente de la República (1880-1884); combina la majestuosidad del neoclásico en la fachada con los detalles de la arquitectura mozárabe en el interior, clara muestra de eclecticismo. También fue autor de la reconversión de la casa grande de la hacienda de Chapingo en 1900, y la remodelación de la hacienda de Santa María Tecajete (1884) en el estado de Hidalgo, ambas propiedad del presidente Manuel González Flores; la casa del rancho de Espejel en el estado de Hidalgo y la transformación de la hacienda de San Antonio Ometusco, 1881-85 estado de Hidalgo, así como la hacienda de San Bartolomé Del Monte (1880) en el estado de Tlaxcala. Participó con dos proyectos en el concurso del Palacio Legislativo, (1898), uno en estilo francés y otro inglés; con ellos obtuvo el primero y el segundo lugares. Más tarde se decidió contratar al arquitecto francés Émile Bénard para realizar el proyecto. Debido a sus innumerables quejas en los diarios por no habérsele permitido construir su proyecto del Palacio Legislativo, se le confiere el proyecto para el Monumento a la Independencia.
Se casó (1894) con Matilde Castellanos Haff (1859); tuvieron seis hijos: la primera, María Emilia (1895), falleció de pocos meses; la segunda fue Alicia (1896), cuya efigie aparece en el medallón de la puerta de bronce de la Columna de la Independencia; el tercero, Antonio (1898), falleció recién nacido; la cuarta fue Antonieta Rivas Mercado, 1900; el quinto fue Mario (1904) y por último Amelia (1908). 
Después de edificar el Ángel residió en París y regresó a la Ciudad de México en 1926, donde murió el 3 de enero de 1927, casi a la edad de 74 años.